# Зановетни Шкољиц
Зановјетни Шкољиц је омалено острво у Тиватском заливу при самој обали између насеља Бјелила и Какрц, на обали Кртола. Острво је површине од око 300 m² и налази се на 50 m удаљености од обале.